# Bogyay Antal
Várbogyai és nagymádi Bogyay Antal György József (Csabrendek, Zala vármegye, 1828. március 14.–Csabrendek, 1881. augusztus 31.) sümegi járás szolgabírája, földbirtokos.

## Családja és származása
A nemesi származású várbogyai és nagymádi Bogyay család sarja. Apja várbogyai és nagymádi Bogyay György (1801–1850), földbirtokos, anyja nemes Szalay Terézia (1806–1828) volt. Apai nagyszülei várbogyai és nagymádi Bogyay József (1758–1816), földbirtokos és nemes Havranek Karolina (1773–1836) voltak. Bogyay Antal mostohaanyja szentgyörgyi Horváth Terézia (1817–1877) asszony volt, akitől született a féltestvére, Bogyay Malvin, aki báró Trebersburg Gyula (1829–1894) alezredesnek, földbirtokosnak a felesége volt.

## Élete
Az alaptanulmányai után jogot végzett; a Győri Királyi Jogakadémián diplomázott le 1848-ban. A fiatal Bogyay Antal részt vett az 1848-as szabadságharcban, amelynek a leverése után olasz földre menekült; ott 1848 és 1867 között az itáliai légió magyar tagja volt. Magyarországra való visszatérése után az 1850-es években a családi csabrendeki földbirtokon gazdálkodott. Később a vármegye szolgálatába állt: 1872. január 9. és 1880. július 18. között a sümegi járás szolgabírájaként tevékenykedett.
Bogyay Antal tragikus halála nagy lármát okozott az akkori zalai társaságban, hiszen 1881-ben a betyárok áldozata lett. A hírhedt betyár Savanyú Jóska 1881-ben ki akarta rabolni csengeri Háczky Kálmán (1828–1904) földbirtokost, mert megtudta, hogy a testvérének, Háczky Sándornak 60 000 aranyforintért eladott egy birtokot Magyargencsen. 1881. augusztus 31-én embereivel körbevette Háczky Kálmán csabrendeki kúriáját. Aznap Háczky Kálmán együtt vadászott várbogyai és nagymádi Bogyay Antal a volt sümegi szolgabíróval, orahoviczai és görcsönyi Mihálovich Lajossal és Czompó Lajos segédlelkésszel. A vacsorára várva kártyáztak, mikor este 8 és 9 óra között Savanyó Jóska hat emberével körbevették az épületet. Az ebédlőben ekkor fejezte be a terítést Vidos Ilonka házvezetőnő és a szolgáló éppen beszólt az uraknak a kártyaszobába, ahol várakoztak, hogy kész a vacsora. Ekkor lépett ki a szobából Bogyay Antal és a veszélyt látva azonnal vissza is ugrott félrelökve Háczky Kálmánt. Bogyay feltépte az ablakot és kiugrott rajta, mikor az ablak alatt álló Káplár Németh József nevezetű betyár lelőtte: a volt sümegi szolgabíró meghalt. A sikertelen rablási kísérlet után Savanyóék kimentek, attól való félelmükben, hogy a szobából rájuk lőnek. Távozásukkor azonban fenyegetőleg közölték a háziakkal, hogy még visszajönnek.

## Házasságai és leszármazottjai
Pécsen 1851. április 7-én feleségül vette a római katolikus nemesi származású orahoviczai és görcsönyi Mihálovich Ida Paulina Mária (Csabrendek, 1834. szeptember 8.–Csabrendek, 1891. február 18.) kisasszonyt, akinek a szülei orahoviczai és görcsönyi Mihálovich Károly, táblabíró, földbirtokos és báró Ransonett Paula voltak. Az apai nagyszülei orahoviczai és görcsönyi Mihálovics József, királyi tanácsos, Baranya vármegye első alispánja, földbirtokos és kaposmérei Mérey Anna voltak. Bogyay Antal és Mihalovich Ida frigyéből született:
- Bogyay Elvira (Csabrendek, 1856. október 31.–Nádasd, 1928. március 31.).[12] Férje: Vogl István, állomásfőnök, postamester.
- Bogyay Aurél (Csabrendek, 1858. május 9.–Csabrendek, 1903. szeptember 28.), földbirtokos, törvényhatósági tag, a csabrendeki takarékpénztár alelnöke. Nőtlen.[13]
- Bogyay Adorján (Csabrendek, 1859. június 13.–Csabrendek, 1859. július 9.)
- Bogyay Zsigmond (Csabrendek, 1860. szeptember 27.–Csabrendek, 1862. június 28.)
- Bogyay Ilona Viktória Mária (Csabrendek, 1862. november 3.–Budapest, 1945. október 24.).[14] Férje: sárbogárdi Mészöly Ferenc (Kápolnásnyék, 1855. október 28.–Székesfehérvár, 1912. július 23.) gazdatiszt.[15]
- Bogyay Malvin (Csabrendek, 1864. május 2.–Zalaegerszeg, 1925. július 14.).[16] Férje: dr. Áts Ferenc (Devecser, 1857. szeptember 17.), járásbíró.
- Bogyay Jenő (Csabrendek, 1865. november 27.–Budapest, 1924. március 23.), magán hivatalnok.[17] Neje: Bene Margit.
- Bogyay Mária Amália "Irma" (Csabrendek, 1866. december 16.–Zalaegerszeg, 1933. szeptember 2.), hajadon.[18][19]
- Bogyay György (Csabrendek, 1868. június 23.–Nagykanizsa, 1938. március 19.), a letenyei járás főszolgabirája.[20] Felesége: nemes Glavina Margit (Gelse, 1878. május 17.–Nagykanizsa, 1957. október 12.)
- Bogyay Ida (Csabrendek, 1870. február 1.). Férje: Scheffer Lajos.